# Sant'Agnello Maggiore
Sant'Agnello Maggiore, također nazvana Sant'Aniello a Caponapoli ili Santa Maria Intercede, je crkva u povijesnom središtu Napulja, u Italiji.
Prema predaji, u ovoj je crkvi pokopan Agnello iz Napulja, sada suzaštitnik (compatrono) grada Napulja. Druge tradicije kažu da je pokopan u katedrali u Lucci.
Crkva je bombardirana 1943. godine i ostavljena je kao ruševina sve dok nedavna obnova nije omogućila njezino ponovno otvaranje za javnost.

## Povijest
Iskapanja započeta 1979. pokazala su da je crkva sagrađena iznad starogrčke (4. st. pr. Kr.) gradske zidine s dvostrukim zastorima, sada vidljive u transeptu crkve, s međusobno povezanim podupiračima i nastavljaju se izvana na Largo Sant'Aniello. U lađi su zidna ojačanja iz 3. stoljeća prije Krista.
Povijest ove crkve povezana je sa sant'Agnellom. Agnello je bio napuljski biskup iz 6. stoljeća, koji je branio grad od Langobarda koji su ga opsjedali. Navodno su crkvu osnovali i posvetili Djevici Agnellovi roditelji. Kada je Sant'Agnello umro, ime crkve je promijenjeno u Santa Maria dei Sette Cieli (od sedam nebesa). U 9. stoljeću napuljski biskup Athanasius sagradio je novu vjersku zgradu koju je posvetio opatu Svetom Agnelu i smjestio njegove relikvije u crkvu. Tijekom srednjeg vijeka, kult Sant'Agnella postao je sve važniji i krajem 13. stoljeća do 1517. crkva je bila pod vodstvom rektora, koji je od tada nadalje bio svećenik reda kanonika Laterana. Kongregacija Presvetog Spasitelja.
Od 1510. do 1600. crkvu je obnovio i proširio nadbiskup Giovanni Maria Poderico. Transept, prethodno crkva Santa Maria Intercede, rekonstruiran je kao dio ove crkve 1517. godine, a radovi unutra nastavljeni su do 18. stoljeća. Glavni oltar Girolama Santacrocea dogradio je Giovanni Battista Pandullo. Vincenzo Martino prepravio je pločnik.
Dana 7. kolovoza 1809. samostanski red koji je upravljao crkvom je ukinut, a 12. siječnja 1809. ministar financija prodao je samostan privatnom građaninu Cosimu d'Oraziu. No, do 1856. Ministarstvo unutarnjih poslova je bilo zaduženo za održavanje, a 1903. je planiralo rušenje i crkve i samostana, ali plan nikada nije proveden. Do 1913. župa je premještena u obližnju crkvu Santa Maria di Costantinopoli zbog nesigurnog stanja strukture. Drugi svjetski rat je dodao štetu. Godine 1962. tijekom rekonstrukcije pronađeni su ostaci antičke akropole. Vandalizam, potresi i propadanje pridonijeli su njegovom lošem stanju očuvanosti. 2011. godine, nakon duge obnove, crkva je ponovno otvorena.
Crkva još uvijek čuva srednjovjekovne tragove u plitkim reljefima. Slike koje su ovdje premještene nesigurne su atribucije. Izvorni je samo glavni oltar koji je izradio Girolamo Santacroce.

## Vanjske poveznice
|  | Zajednički poslužitelj ima još gradiva o temi Sant'Agnello Maggiore |